# Hans Holtermann

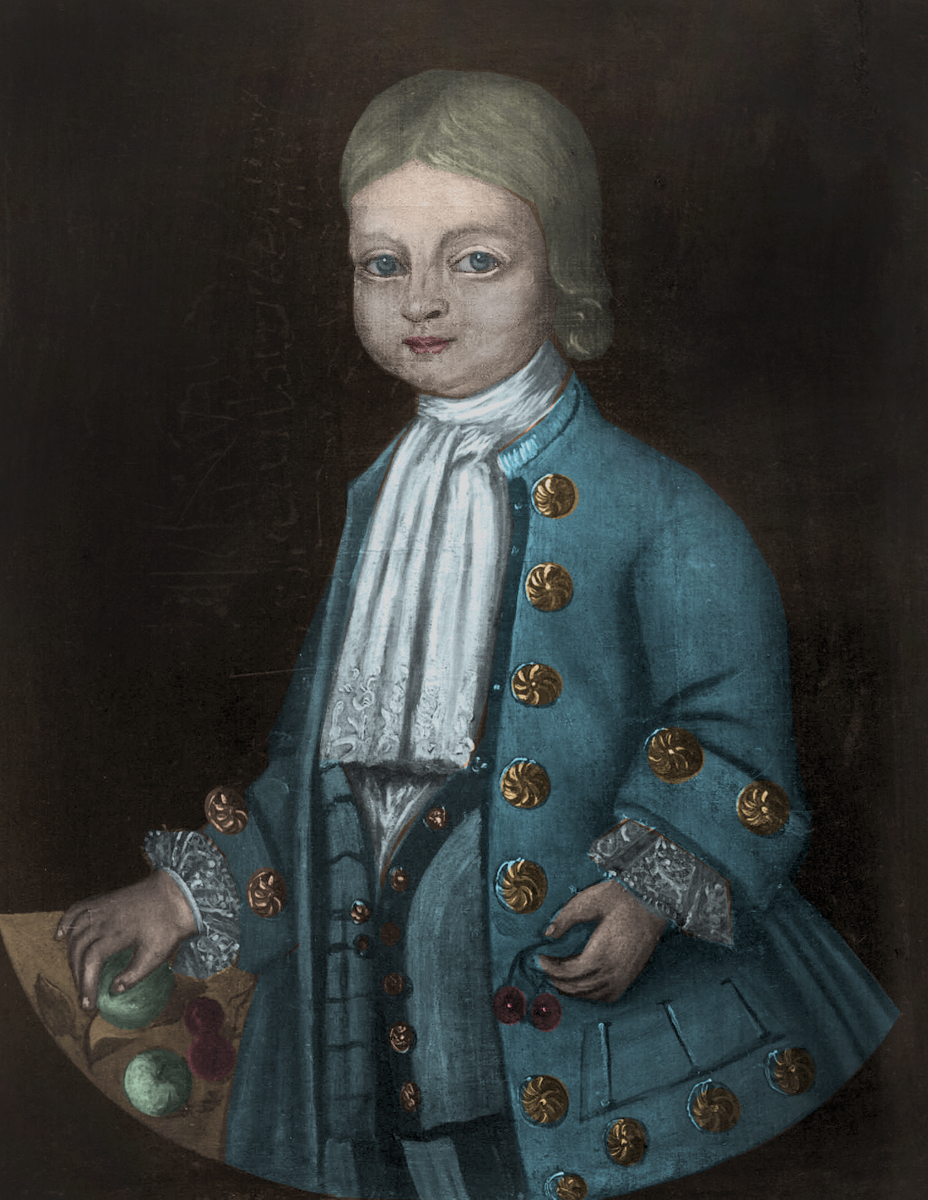
Hans Henriksen Holtermann.

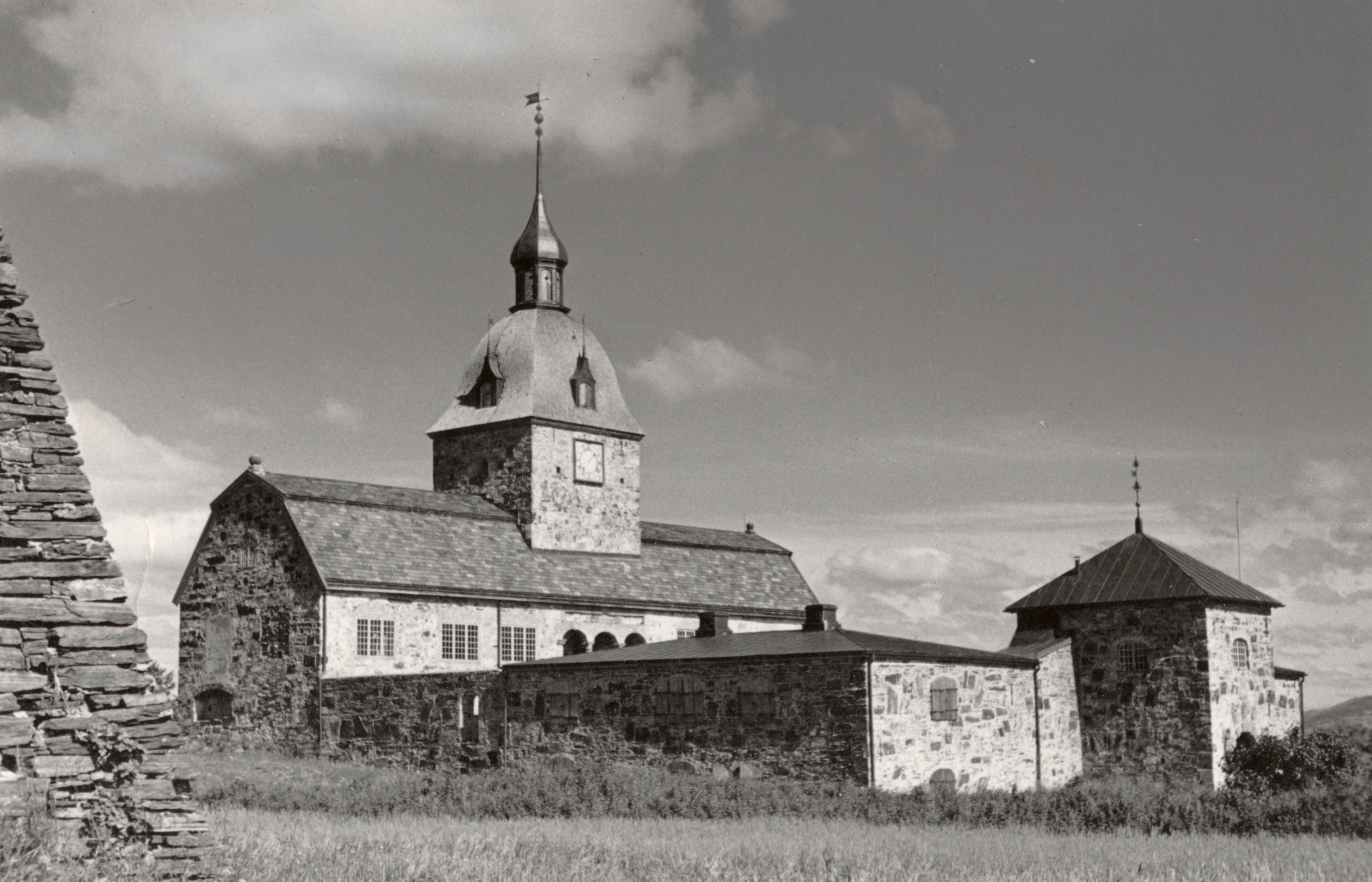
Austråttborgen (Historisk bild från Norska direktoratet för kulturminnesförvaltning. Fotograf: Halvor Vreim.)

Hans Henriksen Holtermann, född 1709 i Gamlem, Borgund, Møre og Romsdal, Norge, död 1781 i Ørland, Norge, var en norsk affärsman och markägare.

## Biografi
Hans Henriksen Holtermann kom från en familj av handlare och köpmän på norska västkusten. Holtermanns farfar, Coert Holtermann av släkten Holtermann, kom från Rotenburg an der Wümme i Tyskland till Bergen i Norge med sin son Henrich Holtermann (1650–1730). De förvärvade norskt medborgarskap 1676. Hans Henriksen Holtermanns far, Henrik Holtermann (1683–1728), förvärvade handelsrättigheter i Bergen. Vid den tiden fanns det ingen handelsstad i Sunnmøre och familjen Holtermann utökade därför sina privilegier till Borgund och inrättade en handelsplats vid Brunholmen som senare blev kärnan i staden Ålesund. Hans Henriksen Holtermann verkade som handlare och köpman i Molde och senare i Vegsund i Borgund (nuvarande Ålesund). Han skall också ha infört produktion och handel av torkad och saltad torsk (kabeljo) till området.
Hans Henriksen Holtermann var i första giftermålet gift med Margaretha Knudsdatter Wiig (från Vik i Ørsta, 1692–1743) och i andra giftermålet med Ingeborg Cathrine Hagerup (1730–1796), dotter till biskopen Eiler Hagerup.
Hans Henriksen Holtermann köpte delar av den stora egendomen Giskegården i Giske cirka 1750. År 1760 köpte han även den gamla borgen Austrått i Ørland. Köpet av Austrått inkluderade även ägande av ett stort antal mindre gårdar i Ørlandsregionen. Hans Henriksen Holtermann upplät Austrått för Christian VI av Danmark då kungen gjorde sin resa genom Norge 1733.